# Glenn Bogue
Glenn Bogue, född 30 augusti 1955, är en friidrottare från Kanada. Han deltog vid olympiska sommarspelen 1976.